# Kalmartravet
Kalmartravet är en travbana som är belägen strax utanför Kalmar i Kalmar län och invigdes den 4 juli 1965.
Höjdpunkten för banan är folkfesten kring midsommarafton då banan arrangerar tävlingar på midsommardagen. Bland annat körs loppen Kalmarsundspokalen och Kalmarsundsstayern och V75 avgörs på travbanan. Flera gånger under året arrangeras även så kallade lunchtrav med V4 och kvällstrav med V5 eller V64 och även V65 på banan, de senare oftast på fredagskvällar. Kalmar har ett relativt långt upplopp, 207 meter vilket är det tredje längsta i Sverige efter travbanorna Axevalla 220 meter och sedan Östersund 218 meter.

## Kända profiler
Bland hästar som har Kalmartravet som hemmabana märks bland andra Important, Brave Sand, Skogans Joker, Harpers Joker och Viola Silas. Banans meste kuskchampion är Tommy Zackrisson. Han har vunnit banans kuskchampionat på Kalmartravet 20 gånger (åren 1971–1976, 1978–1979, 1981, 1989, 1992–1998, 2000, 2004, 2006). Även de senaste årens champion Fredrik Persson är en profil och tränare på travbanan och som även regelbundet tävlar på både V86 och V75 med framgång. Hans hittills mest kända hästar är Viola Silas, Monark Newmen och Ultra Bright.